# Друковані засоби масової інформації
Друко́вані за́соби ма́сової інформа́ції (пре́са) — періодичні і такі, що продовжуються, видання, які виходять під постійною назвою, з періодичністю один та більше номерів (випусків) протягом року на підставі свідоцтва про державну реєстрацію. Д. з. м. і. вважається виданим, якщо він підписаний до виходу в світ і видрукований будь-яким тиражем. Сфера розповсюдження Д. з. м. і. не обмежується.